# 新川千華
新川 千華（しんかわ ちはる、5月12日 - ）は、日本の女優。東京都練馬区出身。早稲田大学大学院経営管理研究科在学中。

## 来歴
初期は舞台俳優として学業と並行しつつ活動。ストレートプレイから、バレエ経験・持ち前の運動神経を生かしたダンスや殺陣の舞台など、幅広いジャンルに出演。
大学在学中に本格的に芝居の勉強をしようと英語が全く話せない中、単身渡米。アメリカ・ロサンゼルスのアクティングスクールに入学。
現在はドラマ・映画・CM等の映像作品への出演、モーションアクターへと活動の幅を広げている。
2022年ミス・ジャパン (株式会社HDR)東京大会ファイナリスト

## 人物
- 3歳からクラシックバレエを始め、将来の夢はバレリーナであった。
- 中学生の時に所属するバレエスタジオの発表会『ピノッキオ』にて主演。コンクールの経験もあり。
- 子供時代はバレエ、ピアノ、習字、硬式テニスを習っていた。ガールスカウトでの活動経験もある。
- 初めて芝居をしたのは中学生の時。最初はバレエでの芝居が上手くなりたくて始めた。
- バレエも舞台も衣装やメイクが必須の為にのめりこみ、衣装・メイクスタッフとして働くこともあった。
- 渡米するまで英語は全く話せなかった。現在は日常会話は問題なく話す。
- 特技：バレエ・メイク・英会話
- 趣味：ピアノ・スキー・テニス
- 資格：日本化粧品検定1級・硬筆七段・毛筆四段・秘書技能検定3級・普通自動車免許

## 出演

### 映画
- 「Infinite Possibilities」（2018年・監督：Tom Water）－　Lily役
- 「K4カンパニーTHE MOVIE～あの日のダンボール～」（2021年・監督：ナカジマセイト）－　秘書の声・タートルクリエイティブ社員役
- 「老後の資金がありません！」（2021年・監督：前田哲）－　ウェイター役
- 「ずっと独身でいるつもり？」（2021年・監督：ふくだももこ）－　水野咲役
- 「もうすぐゾンビ」（2022年・監督：Yuki Saito）－　インタビュアー役
- 「俺を早く死刑にしろ！」（2022年・監督：高山直美）－　鳥海沙智役
- 「ゾン100～ゾンビになるまでにしたい100のこと」（2023年・監督：石田雄介）ー　ゾンビ声

### テレビドラマ
- 「ハイポジ1986年、二度目の青春。」(2020年・テレビ大阪）－　クラスメイト役
- 「半沢直樹」（2020年・TBS）－　東京中央銀行営業第二部社員役
- 「暴太郎戦隊ドンブラザーズ」 ドン3話（2022年・テレビ朝日） －　女性役
- 「サワコ～それは、果てなき復讐」（2022年・BSTBS）－　上原瑞稀役
- 「居酒屋新幹線2」燕三条編（2024年・チャンネル銀河）－　仲居役

### テレビ
- 「健康カプセル！ゲンキの時間」（TBS・2021年3月28日放送）
- 「全力！脱力タイムズ！」（CX・2021年6月21日放送）
- 「奇跡体験！アンビリバボー　明日あなたに起こるかもしれない！！日本の事件2時間SP」（CX・2021年10月21日放送）

### CM
- 赤城乳業
  - 「Sof’とご当地銘菓食べ合わせ Sof’レポ「第6回 北陸エリア代表」」（2019年）
- サントリー
  - 「ザ・プレミアム・モルツ」（2019年）
- 日産
  - 「日産デイズ・ワールドカップバレー」（2019年）－　イベントスタッフ役
- 日本経済新聞社（2019年）－　社員役
- ジョリーパスタ
  - 「チーズパスタフェア第2弾」（2020年）
- PayPay（2021年）
- 丸三製紙株式会社（2024年）

### ブランドムービー
- 大塚製薬株式会社
  - 「夜活ENJOY！SOYJOY」（2020年）
- Domo株式会社

### MV
- 在日ファンク
  - 「おかんむり」（2019年）－　助監督役
- AMENOMANI2
  - 「雨のまにまに」（2021年）
- ioni
  - 「Pulse」（2022年）
  - 「まばら（feat. missa）」（2023年）

### 舞台
- 「歌うシンデレラ」（2007年・脚本：別役実）－　シンデレラ役
- 「不思議の国のアリスの帽子屋さんのお茶の会」(2008年・脚本：別役実)－　アリス役
- 「7人の部長」（2009年）－　剣道部・椎名役
- 「Love Me Shadow」（2014年）－　アルナイル姫役
- 「アクアリウム」（2015年）－　とり役
- 「最終通告」（2015年）－　ミグラス役
- 「エルミア・デ・ホーリーのフェイク」（2015年）－　女優役
- 「僕はそれを、青と呼ぼう。2020[1]」（2020年）－　マキ役

### その他
- 「ビデオサロン」
  - 「UTOPIA」（2019,8月号）－　ダンサー　[2][3]
- ロバート秋山のクリエイターズファイル
  - ＃55　坂崎周太郎（謝罪心理アナリスト）（2019年）－　記者役
- 「ニコジョッキー」（2019年）－　ゲスト
- 「ヒロミ・指原の恋のお世話始めました」（2021年・ABEMA）